# Phelipara moringae
Phelipara moringae är en skalbaggsart som först beskrevs av Aurivillius 1925.  Phelipara moringae ingår i släktet Phelipara och familjen långhorningar.
Artens utbredningsområde är Sri Lanka. Inga underarter finns listade i Catalogue of Life.